# Prenocephale
A Prenocephale a hüllők (Reptilia) osztályának dinoszauruszok csoportjába, ezen belül a madármedencéjűek (Ornithischia) rendjébe, a Marginocephalia alrendjébe és a Pachycephalosauridae családjába tartozó nem.
A Prenocephale egy kisebb méretű Pachycephalosauria nem volt, amely a késő kréta korban élt, és nagyon hasonlított a közeli rokonához, a Homalocephalehoz. A Prenocephale körülbelül 2-3 méter hosszú és 130 kilogramm testtömegű lehetett. Eltérően a Homalocephaletől, amelynek lapos, taréjszerű képződmény ült a fején, a Prenocephalének kerek, domború koponyája volt. Az állat a mai Mongólia területén élt.

## Rendszerezés
- Prenocephale prenes
- Prenocephale brevis
- Prenocephale edmontonense

## Megjelenése

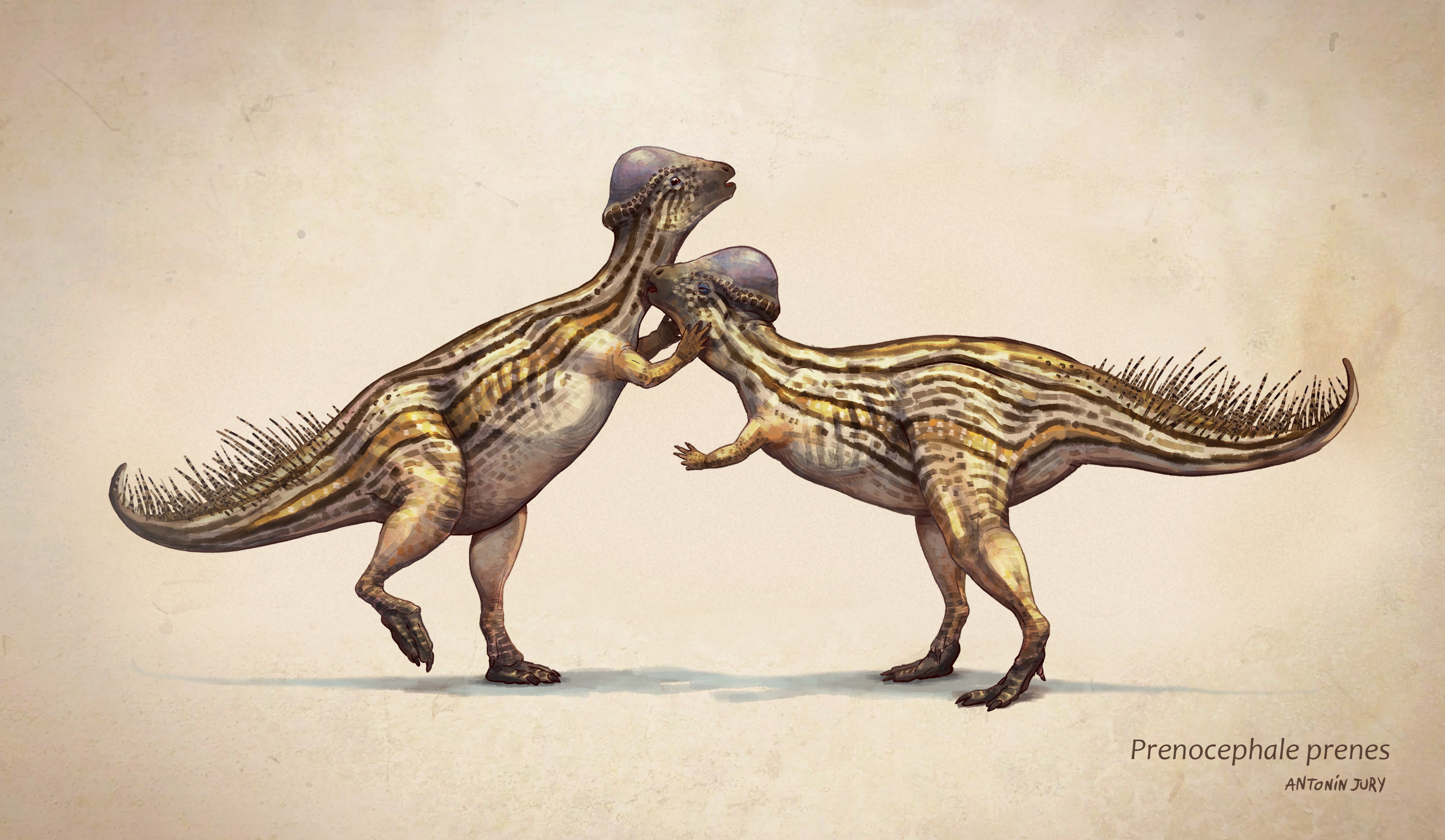
Két küzdő példány

Mind a többi Pachycephalosauriát, a Prenocephalét is csak a koponyáknak és néhány kis csontnak köszönhetően ismerünk. Ezért, az állat elképzeléséhez, a többi Pachycephalosauriát használják. Az állatokban közös vonás: a zömök test, a vastag nyak, a rövid mellső lábak és a magas hátsó lábak.
Bár úgy gondolják, hogy közelebbi rokonságban állt a Homalocephaléval, a Stegocerashoz mégis jobban hasonlított. A zárt, késő halántékcsont és a páros kinövések, amelyek a szemüreg fölött ültek, különböztetik meg a két fajt. Egyesek szerint a feltételezett rokon, a Sphaerotholus, valójában egy Prenocephale, ami azt jelentené, hogy a Prenocephalék nemcsak Mongóliában, hanem Észak-Amerikában is éltek.

## Életmódja
Mind minden rokonánál, a Prenocephalénál sem tudják a tudósok, hogy pontosan mivel táplálkoztak. Az állat előállkapcsa és előpofája nem volt olyan széles, mint a Stegocerasé, ami arra utal, hogy változatosabb étrendje volt. Lehet, hogy a növények mellett, rovarokat is fogyasztott.